# Sparvieri di fuoco
Sparvieri di fuoco (Thunder Birds: Soldiers of the Air ) è un film del 1942 diretto da William A. Wellman.

## Trama
Un pilota, dopo essersi ricoperto di gloria nella prima guerra mondiale viene ingaggiato come istruttore per preparare i piloti inglesi, americani e cinesi ad affrontare la seconda. Tra gli allievi vi è anche il figlio di un suo vecchio commilitone. Per aiutarlo a diventare un pilota, nonostante paure e complessi, rinuncerà addirittura ad una ragazza.

## Distribuzione
Distribuito dalla Twentieth Century Fox, il film uscì nelle sale cinematografiche degli Stati Uniti il 19 ottobre 1942.